# Nuoto ai Giochi della II Olimpiade - Nuoto subacqueo
La gara di nuoto subacqueo era una dei sette eventi del programma di nuoto dei Giochi della II Olimpiade di Parigi; questa fu la sola volta in cui venne disputata questa disciplina. Il motivo principale per cui non entrò a far parte del programma dell'Olimpiade successiva fu la mancanza di spettacolo.
Questa era una delle tre gare, che si disputavano in questi giochi, in stile libero; si disputò il 12 agosto 1900. Vi parteciparono quattordici nuotatori, provenienti da quattro nazioni.

## Risultati
La competizione si basava sia sulla distanza percorsa sott'acqua, sia sul numero di secondi in apnea. La medaglia d'oro fu una gara a due tra De Vendeville e Six, vinta per soli 2,9 punti dal primo, mentre quella di bronzo se la contesero Lykkeberg e De Romand, con il danese vincitore, con 1,8 punti di differenza; il distacco tra i primi due e il terzo e il quarto è di circa quaranta punti.
| Posizione | Atleta               | Paese     | Secondi | Metri | Punteggio |
| --------- | -------------------- | --------- | ------- | ----- | --------- |
|           | Charles Devendeville | Francia   | 68"4    | 60,00 | 188,4     |
|           | André Six            | Francia   | 65"4    | 60,00 | 185,4     |
|           | Peder Lykkeberg      | Danimarca | 90"0    | 28,50 | 147,0     |
| 4         | de Romand            | Francia   | 50"2    | 47,50 | 145,2     |
| 5         | Tisserand            | Francia   | 48"0    | 30,75 | 109,5     |
| 6         | Hans Aniol           | Germania  | 30"0    | 36,95 | 103,9     |
| 7         | Menault              | Francia   | 38"4    | 32,50 | 103,4     |
| 8         | Louis Marc           | Francia   | 32"0    | 34,00 | 100,0     |
| 9         | Pierre Peyrusson     | Francia   | 29"6    | 31,00 | 91,6      |
| 10        | Kaisermann           | Francia   | 56"8    | 16,10 | 88,8      |
| 11        | Leclerq              | Francia   | 28"0    | 30,00 | 88,0      |
| 12        | Chevrand             | Francia   | 32"0    | 20,00 | 72,0      |
| 13        | Alois Anderle        | Austria   | 22"4    | 23,50 | 69,4      |
| 14        | Eucher               | Francia   | 23"0    | 21,50 | 66,0      |